# СЕСОТ
Центр содержания террористов (исп. Centro de Confinamiento del Terrorismo, сокращённо CECOT) — тюрьма строгого режима, расположенная в Теколуке, Сальвадор. Она была построена в конце 2022 года в ходе масштабной операции по подавлению банд в Сальвадоре и открыта правительством Сальвадора в январе 2023 года.
CECOT принял первые 2000 заключённых в феврале 2023 года, а по состоянию на 11 июня 2024 года в нем содержалось 14 532 заключённых. CECOT, рассчитанная на 40 000 заключенных, является крупнейшей тюрьмой в Латинской Америке и одной из крупнейших в мире по количеству заключенных. CECOT, а также методы борьбы с преступностью в целом, стали предметом внимания международных СМИ, получив как похвалу в адрес правительства Сальвадора, так и критику за предполагаемые нарушения прав человека.

## Предыстория

### Насилие со стороны банд
С 25 по 27 марта 2022 года в результате бандитского насилия в Сальвадоре погибло 87 человек; 62 человека были убиты 26 марта, этот день стал самым смертоносным в современной истории Сальвадора. В ответ на насилие правительство Сальвадора начало широкомасштабную кампанию против преступных банд. Президент Сальвадора Найиб Букеле призвал к введению чрезвычайного положения, которое позволяет представителям государства приостанавливать действие определенных законов и конституционных прав во имя общественного блага. В последующие семь месяцев правительство Букеле арестовало более 55 000 человек в ходе облавы на членов банд, что, вероятно, было бы невозможно без введения чрезвычайного положения, ограничивающего конституционные права.
В связи с высокой активностью предполагаемых членов банд, арестованных силами внутренней безопасности страны, в июле 2022 года правительство объявило о строительстве новой тюрьмы, рассчитанной на 40 000 человек для размещения арестованных, а также для разгрузки переполненных тюрем Сальвадора, таких как тюрьма Сакатеколука. На момент открытия CECOT (в январе 2023 года) в ходе репрессий было арестовано более 62 000 человек. Дополнительные меры, принятые правительством Сальвадора, которые привели к притоку заключенных, принадлежащих к бандам, включают в себя бессрочный период предварительного заключения, который позволяет правительству содержать подозреваемых членов банды под стражей до вынесения приговора.: 61  ребенок в возрасте от 12 лет может быть привлечён к ответственности за потенциальное членство в банде, и около 1600 детей были арестованы с момента внесения поправок в этот закон по состоянию на ноябрь 2022 года.

### Известные банды
И Mara Salvatrucha (MS-13), и банда 18th Street (Barrio 18) берут своё начало в Калифорнии и были основаны иммигрантами из Центральной Америки в 1980-х годах. Обе группы заполучили влияние в Сальвадоре в 1990-х годах, когда их основатели были депортированы из Соединённых Штатов в Сальвадор.  MS-13 более чем в два раза больше, чем Barrio 18, являясь второй по величине банда в Сальвадоре. Вместе они ответственны почти за всё насилие со стороны преступных группировок в стране.  Другие известные банды в Сальвадоре включают Mao Mao, Miranda Loca и La Maquina.
MS-13 была в центре внимания нынешних репрессий правительства Сальвадора. В 2012 году, во время президентства Маурисио Фунеса, правительство Сальвадора выплатило MS-13 25 миллионов долларов США в рамках перемирия между бандами на 2012–2014 годы. Взамен ожидалось, что MS-13 прекратит насилие с их конкурирующей бандой Barrio 18, чтобы помочь правительству снизить уровень убийств в стране. Перемирие между правительством и бандой вызвало широкие дебаты в Сальвадоре по поводу его законности, прежде чем окончательно развалилось в 2014 году. После окончания перемирия внутри MS-13 усилилась напряжённость, связанная с распределением государственных выплат, при этом некоторые члены банды утверждали, что руководство оставило себе непомерные суммы. Кроме того, MS-13 также заняла более милитаристскую позицию, нападая на торговцев кокаином с целью контроля над ключевыми каналами наркоторговли, что привело к росту насилия.
Как и MS-13, Barrio 18 имела значительное влияние в Сальвадоре (после гражданской войны в стране) и был источником большого количества насилия в стране. Barrio 18 также была вовлечена в перемирие между правительством и бандами в 2012–2014 годах, согласившись на прекращение борьбы с MS-13.

## Тюремное учреждение
Весь участок земли, отведённый под CECOT, занимает 410 акров (170 га), в то время как физический комплекс занимает около 57 акров (23 га). Центр был намеренно построен в изолированном районе, вдали от государственных учреждений, городских центров или любого контакта с внешним миром. На объекте установлены системы водоснабжения и электроснабжения, что ещё больше отдаляет его от остальной части Теколуки. Сигнал сотовой связи глушится в радиусе километра от объекта. Восьмикамерные блоки в CECOT занимают около 50 000 квадратных метров (540 000 квадратных футов). Контракт на строительство тюрьмы был подписан двумя сальвадорским фирмами: OMNI и DISA, и мексиканской фирме Contratista General de América Latina SA de CV. Стоимость тюрьмы составила 100 миллионов долларов США.
При входе в тюрьму заключённые проходят тщательную проверку безопасности. Любой желающий посетить тюрьму, даже с разрешением от правительства, должен пройти сканирование с помощью передовой рентгеновской технологии, предназначенной для предотвращения попадания запрещённых предметов в охраняемую зону. Охранники также спрашивают посетителей, есть ли у них татуировки на теле. Для заключенных, переводимых в CECOT, за этим сканированием безопасности немедленно следует процесс регистрации и записи их личной информации, сведений об их криминальном прошлом. Дополнительные меры безопасности включают постоянное видеонаблюдение за всем комплексом, полностью укомплектованный арсенал с огнестрельным оружием и снаряжением для подавления беспорядков, а также наэлектризованная проволока на заборе, напряжением 15 000 вольт, окружающем учреждение. Тюрьма также окружена слоем гравия, чтобы при попытке побега были слышны шаги беглеца, четырьмя стенами высотой 9,8 футов (3,0 м) и толщиной 23,6 дюйма (60 см), увенчанными колючей проволокой, и 19 сторожевыми вышками.
В восьми основных блоках камеры разделены на модули. Каждый модуль содержит два туалета, две раковины и 80 металлических коек (без матрасов) для 80 заключённых, но иногда может быть рассчитан на более чем 100 человек. Койки расположены на четырех уровнях. Хотя заключённые имеют постоянный доступ к раковинам, вода контролируется охранниками снаружи камеры. Камеры видеонаблюдения контролируют каждую камеру. Потолки камер сделаны из «ромбовидной сетки», что позволяет охранникам наблюдать за заключенными сверху. Сетка сделана из заостренного металла, чтобы заключенные не могли на ней висеть. Освещение в камерах и блоке никогда не выключается, сделано это для того, чтобы заключённые потеряли счёт времени и охране было проще контролировать их. По данным Financial Times, каждому заключенному в общей камере в среднем выделяется 0,6 квадратных метра (6,5 квадратных футов) пространства. При вместимости 40 000 заключённых, CECOT вдвое превышает общую численность населения кампуса пенитенциарных учреждений Мармара в Стамбуле, Турция, что делает CECOT крупнейшей в мире тюрьмой по общей вместимости. Отдельно от основных модулей находятся коридоры одиночных камер (карцер). В карцере есть только бетонная плита для сна, туалет и раковина для умывания. В них нет искусственного света, за исключением небольшого отверстия в потолке, а охранники могут наблюдать за заключёнными через небольшое окно в двери. Заключённые могут содержаться в одиночном заключении до 15 дней.
Питание заключённых состоит из одного и того же меню ежедневно, три раза в день. На завтрак рис, фасоль, сливки и лепёшки. На обед и ужин белый рис, макароны и лепешки. Сваренные вкрутую яйца три раза в неделю. Выпечка два раза в неделю. И с каждым приемом пищи чередующийся напиток, такой как кофе или сладкий напиток. Заключенные вынуждены есть руками, так как охранники считают вилки и ножи потенциальным оружием. Еда подается в индивидуальных пластиковых контейнерах, которые заключённые должны вымыть после еды. Заключённые носят униформу, состоящую из рубашки, шорт и пластиковой обуви белого цвета. Заключённые также получают простыню, полотенце и пару носков, а также туалетные принадлежности. Их головы бреют каждые пять дней. Заключенным разрешается выходить из своих камер только на 30 минут в день для занятий спортом. Они также могут работать на тюремной фабрике по производству ткани. В каждой камере есть две Библии, разрешённые для чтения. Заключённым запрещены все контакты с внешним миром, включая посещения родственников и телефонные звонки. В случае появления новых обвинений, заключённого ведут в отдельное помещение, где он может поговорить со своим адвокатом по видеосвязи или посмотреть заседание суда.
Тюрьму охраняют 1000 охранников, 600 солдат и 250 полицейских. При максимальной вместимости в тюрьме на одного охранника приходится 40 заключённых. На девятнадцати сторожевых вышках — семь по периметру и двенадцать внутри — по семь солдат в каждой. В интересах обеспечения благополучия охранников в учреждении есть помещения для отдыха, зоны отдыха со столами для пинг-понга, ванные комнаты, шкафчики и тренажёрный зал для охранников и сотрудников полиции. В видеозаписи своего посещения тюрьмы, размещенной на YouTube самим Букеле, он утверждает, что такие условия для охранников призваны исправить ошибки в предыдущих подходах к заключению в Сальвадоре: «Раньше у членов банды были проститутки и PlayStation, телевизоры, наркотики, мобильные телефоны и компьютеры. А охранники и солдаты спали на полу. Всё было наоборот».

## Реакции

### Правительство Сальвадора
Правительство Букеле открыто хвалит CECOT и его масштабные меры по борьбе с бандитизмом. Букеле назвал Центр содержания под стражей террористов «самой критикуемой тюрьмой в мире». 20 марта 2023 года Министерство юстиции и общественной безопасности отпраздновало 350-й день правления Букеле без единого убийства. На правительственном сайте регулярно публикуются статьи, соответствующие миссии CECOT и более масштабным мерам по борьбе с бандами, включая публикацию от 20 апреля 2023 года под названием «Война с бандами не прекращается», в которой подробно описывается поимка и предстоящее заключение двух членов MS-13.
«Сбежать невозможно. Эти психопаты проведут всю свою жизнь здесь за решеткой»Режиссер Белармино Гарсия, El País (2024)
1 февраля 2023 года Букеле написал в Twitter: «Сальвадор сумел превратиться из самой небезопасной страны в мире в самую безопасную страну в Америке. Как мы это сделали? Посадив преступников в тюрьму. Есть ли там место? Теперь да. Смогут ли они отдавать приказы изнутри? Нет. Могут ли они сбежать? Нет. Работа здравого смысла». Его заявление сопровождалось видео, демонстрирующим огромные размеры тюрьмы.

### Обвинения в злоупотреблениях и нарушениях прав человека
С момента открытия CECOT, а также с начала репрессий правительства против банд, правительство Сальвадора стало объектом широко распространенных обвинений в нарушении прав человека. До того, как было объявлено о строительстве CECOT, Human Rights Watch опубликовала подробный отчёт о предполагаемых нарушениях прав человека, совершенных правительством. Human Rights Watch обвиняет правительство Сальвадора в «произвольных арестах, насильственных исчезновениях, пытках и других видах жестокого обращения с задержанными, а также существенных нарушениях надлежащей правовой процедуры». Примечательно то, что в отчёте утверждается, что в рамках недавних репрессий против банд правительство произвело десятки тысяч арестов без достаточных доказательств. Утверждается, что некоторые из этих арестов были произведены исключительно на основании внешности или социального происхождения лиц, предположительно связанных с бандами. Human Rights Watch утверждает, что эти аресты непропорционально обременили наиболее социально и экономически неблагополучных сальвадорцев.
Государственный департамент США опубликовал отчёт, документирующий предполагаемые нарушения прав человека в Сальвадоре в 2022 году. В отчёте утверждается, что чрезвычайное положение в Сальвадоре оказало большее давление на судебную систему, чем она может выдержать, и, как следствие, создало условия, не способствующие надлежащей правовой процедуре. В отчёте Государственного департамента (опубликованном до концепции CECOT) также утверждается, что условия содержания в тюрьмах страны ухудшились во время чрезвычайного положения, и тюремная система приняла больше заключенных, чем было рассчитано. Amnesty International раскритиковала правительство, заявив, что тюрьма не «устраняет коренные причины насилия» и что она лишь позволяет правительству продолжать свою «политику массового лишения свободы».
Мигель Сарре, бывший член Подкомитета ООН по предупреждению пыток, назвал тюрьму «бетонно-стальной ямой» и сказал, что CECOT, похоже, используется для «избавления от людей без официального применения смертной казни», поскольку по состоянию на 14 февраля 2024 года ни один заключённый не был освобожден из тюрьмы. Антонио Дуран, старший судья в Сакатеколуке, сказал, что условия в CECOT равносильны «пыткам».
12 сентября 2023 года Верховный суд Сальвадора и Законодательное собрание одобрили положение, позволяющее судам в Усулутане и Кохутепеке — известным как надзорные суды — контролировать права лиц, заключенных в CECOT.

### Освещение в СМИ
1 февраля 2023 года Букеле опубликовал в Twitter видео, на котором он, генеральный директор исправительных центров Осирис Луна Меза, директор Национальной гражданской полиции Маурисио Арриаса Чикас, министр обороны Рене Мерино Монрой и министр общественных работ Ромео Эррера осматривают тюрьму перед её открытием. 24 февраля 2023 года Букеле опубликовал в Twitter видео о переводе первых 2000 заключенных в CECOT. На нем видно, как тысячи заключённых — все с бритыми головами, одетые только в белые спортивные шорты — перевозятся из одной точки в другую, когда они попадают в тюрьму. Спустя несколько недель, 15 марта 2023 года, Букеле опубликовал в Twitter похожее видео, на котором показан второй перевод еще 2000 заключённых в CECOT. 11 июня 2024 года Букеле опубликовал третье видео, на котором показана третья передача 2000 заключённых в CECOT.
Открытие CECOT привлекло огромное внимание средств массовой информации. Основные издания в Соединённых Штатах, включая The New York Times, The Washington Post и Associated Press, вели хронику того, как тюрьма впервые открыла свои двери для заключённых. Были распространены изображения первых тюремных переводов, описанных как «драматичные» и «шокирующие», в частности, опубликованные в BBC. Сальвадорские новостные источники также подробно освещали открытие тюрьмы. El Mundo, национальное издание в Сальвадоре, опубликовало статью, в которой описывался второй перевод заключённых и документировалась международная обеспокоенность по поводу нарушений прав человека. Хуан Диего Кесада из El País описал CECOT как « Алькатрас Центральной Америки».
11 сентября 2023 года Главное управление исправительных учреждений (DGCP) разрешило колумбийскому новостному агентству Noticias Caracol войти в тюрьму, что стало первым иностранным новостным агентством, допущенным в тюрьму. С тех пор CECOT также разрешил пользователям YouTube доступ в тюрьму для записи и загрузки видеороликов о ней на YouTube. В ноябре 2024 года CNN описал CECOT как «знаковую особенность» «нового Сальвадора» Букеле.
Согласно опросу, проведенному CIESCA в марте 2023 года, 96,4 процента респондентов поддержали строительство CECOT, а 3,6 процента выступили против.

### Влияние на другие тюрьмы
1 июня 2023 года Букеле объявил, что построит тюрьму, похожую на CECOT, но для преступников из числа «белых воротничков», в рамках «войны с коррупцией». Букеле заявил, что тюрьма будет называться Центром содержания под стражей коррупционеров (CECOC) (исп. Centro de Confinamiento de la Corrupción ).
Политики по всей Латинской Америке — в таких странах, как Чили, Колумбия, Коста-Рика, Гватемала, Гондурас, Эквадор и Перу — внедрили или призвали к проведению политики безопасности, аналогичной той, которую проводит Букеле. Перед президентскими выборами в Гватемале в 2023 году кандидат от Национального единства надежды Сандра Торрес заявила, что построит две мегатюрьмы, чтобы «положить конец бедствиям убийств, расправ и вымогательств в нашей стране», в то время как кандидат от Доблести Зури Риос пообещала построить не менее трёх новых тюрем, заявив, что она «восхищается политикой общественной безопасности, которую проводит [Букеле]». Кандидат от Гражданского процветания Карлос Пинеда заявил, что у него есть цель «сделать в Гватемале именно то, что [Букеле] делает в Сальвадоре». В январе 2024 года президент Эквадора Даниэль Нобоа объявил, что построит две тюрьмы вместимостью 12 000 заключённых каждая и что они будут созданы по образцу CECOT. В июне 2024 года президент Гондураса Сиомара Кастро объявила, что построит тюрьму, способную вместить 20 000 заключённых, на основе CECOT.
3 февраля 2025 года Букеле встретился с госсекретарем США Марко Рубио и предложил принять «опасных американских [осуждённых] преступников» и поместить их в CECOT «в обмен на плату». Рубио охарактеризовал предложение Букеле как «самое беспрецедентное и необычное миграционное соглашение в мире».